# Edificio Herdocia
El Edificio Herdocia es un inmueble de cuatro pisos ubicado en San José, Costa Rica. Fue construido en 1945 por el arquitecto catalán Luis Llach Llagostera. Localizado en una esquina en la que confluyen la calle 2 y la avenida 3 de esta capital centroamericana, al costado norte del Edificio de Correos y Telégrafos de Costa Rica, con el cual conforma uno de los conjuntos de mayor valor arquitectónico del casco urbano josefino. Su arquitectura posee un estilo que combina el art decó con el estilo neoclásico. Considerado como de gran belleza y de alto valor histórico, fue declarado Patrimonio Arquitectónico de Costa Rica en febrero de 2000. Su nombre se debe a Carmen Herdocia Rojas, quien fue su primera propietaria.

## Historia
El terreno donde se encuentra ubicado el edificio Herdocia ha pertenecido a varios dueños desde mediados del siglo XIX. En 1934, la propiedad fue heredada por María del Carmen Herdocia Rojas, en ese momento, una estudiante residente en Londres. En 1945, fue derribada una casa de habitación que existía en ese terreno para iniciar la construcción del inmueble. Desde la finalización de su edificación hasta la actualidad, su uso ha sido comercial.
El 20 de diciembre de 1999, fue emitido el decreto 7555, en cuyos artículos 7 y 8 declaró al edificio Herdocia como Patrimonio Histórico Arquitectónico de Costa Rica, lo cual se hizo efectivo con su publicación en el diario oficial La Gaceta el 23 de febrero de 2000. Tras varios años de abandono, falta de mantenimiento y vandalismo, en el año 2012 fue restaurado por el Centro de Patrimonio del Ministerio de Cultura de Costa Rica, con una inversión cercana a los 90 millones de colones, con el objetivo de rescatar su histórica fachada.

## Arquitectura
La arquitectura del edificio Herdocia denota una transición entre el estilo neoclásico y el modernismo. Dentro de la obra arquitectónica de Luis Llach, se le considera una propuesta poco común por su tipología y su lenguaje. Es el único inmueble construido por Llach Llagostera que cuenta con más de dos pisos. Posee una estructura de concreto armado y ladrillo. Presenta cuatro niveles simétricos, con un torreón central que ocupa la esquina principal del edificio. Destaca principalmente por su fachada, la cual se considera como una simplificación del estilo neoclásico, con columnas adosadas, bases de columnas y capiteles. Contiene algunos elementos barrocos sobre todo en las ventanas, tales como los helicoides que las franquean y los arcos de medio punto en relieve que las coronan. Hacia el norte y al oeste, en el cuarto piso, posee unas pérgolas de concreto con cabezas de figuras de estilo neoclásico. En la decoración destacan referencias historicistas, como las pilastras y las ménsulas, también otras más simples en cornisas y frontones, además de elementos más modernos.
El vestíbulo del primer piso presenta un ducto de ascensores con una escalera al costado que sube al segundo piso. El piso del vestíbulo está recubierto de hule, pero se puede reconocer el terrazo que cubre. En el segundo piso hay un vestíbulo central con piso de mosaico decorado con dibujos de color café claro. Alrededor del vestíbulo, hay aposentos con piso recubierto por el mismo mosaico.
Una escalera en forma de caracol, sin descansos, lleva al tercer piso, que también cuenta con un vestíbulo con mosaicos decorados. En este piso también hay varios aposentos similares a los del segundo. Otra escalera de caracol lleva al cuarto piso, que cuenta con un vestíbulo de madera, que además cuenta con paredes con grandes ventanas del mismo material. Este piso cuenta con un balcón en la torre principal que permite asomarse al exterior. El techo del cuarto piso cuenta con varios tragaluces.
Las paredes y el cielo raso de los tres primeros niveles son de ladrillo. Las escaleras poseen un pasamanos con balaustre de madera que remata en una cola torneada, reflejo de la influencia del art decó.